# Przewóz (powiat zielonogórski)
Przewóz – wieś w Polsce położona w województwie lubuskim, w powiecie zielonogórskim, w gminie Bojadła.
W latach 1975–1998 miejscowość należała administracyjnie do województwa zielonogórskiego.